# Caro Benigno Massalongo
Caro Benigno Massalongo (ur. 25 marca 1852 w Weronie, zm. 18 marca 1928 tamże) – włoski przyrodnik.
W 1871 roku zapisał się na studia filozoficzne w Padwie, ale uczęszczał głównie na zajęcia przyrodnicze. Przez 6 lat był asystentem R. De Visianiego, a w 1876 został bezpłatnym wykładowcą botaniki. W 1878 r. został już etatowym wykładowcą na katedrze botaniki i zarządcą ogrodu Uniwersytetu w Ferrarze. Pozostał w Ferrarze do końca życia.
W swoim dorobku ma ponad 260 publikacji. Zajmował się zwłaszcza wątrobowcami i grzybami. Zebrał kolekcję wątrobowców liczącą około 120 ich gatunków i stał się we Włoszech największym ich znawcą. W latach 1877–1923 dokonał prawie kompletnej rewizji włoskiej flory tych organizmów. Na podstawie okazów dostarczonych mu przez C.L. Spegazziniego opracował również florę wątrobowców Patagonii i Ziemi Ognistej opisując dużą liczbę nowych gatunków. Później opracował także liczne gatunki wątrobowców Chin przywiezionych przez G. Giraldiego. Łącznie opracował 257 gatunków wątrobowców.
Od 1880 r. zajął się badaniem grzybów pasożytniczych i grzybopodobnych lęgniowców: Peronospora viticola wywołującego chorobę mączniak rzekomy winorośli, patogenem wywołującym chorobę mączniak rzekomy konopi oraz grzybami mikroskopijnymi z rodzajów Cystopus, Taphrina, Ramularia. Opracował piękne akwarelowe rysunki niektórych gatunków Hymenomycetes. Dzięki jego pracom liczba znanych gatunków grzybów w Weronie wzrosła z 958 do 1645.
Zajmował się również owadami – muchówkami z rodziny opętkowatych (Acarocecidae). Oprócz badań przyrodniczych zajmował się także historiografią, pisał nekrologi i biografie botaników i komentarze do dzieł autorów antycznych.
Był członkiem Akademii Medycyny i Nauk Przyrodniczych w Ferrarze, Towarzystwa Nauk Przyrodniczych w Cherbourgu, Włoskiego Towarzystwa Botanicznego (którego był wiceprzewodniczącym w latach 1897–1899, 1903-1905 i 1918 do 1920), Akademii Rolniczej, Nauki i Literatury w Weronie, Instytutu Nauki, Literatury i Sztuki im. R. Veneto, Akademii Nauk, Literatury i Sztuki w Padwie.
Przy nazwach naukowych utworzonych przez niego taksonów standardowo dodawany jest skrót jej nazwiska C. Massal (zobacz: lista skrótów nazwisk botaników i mykologów). Opisał wiele nowych gatunków. Brał jednak pod uwagę głównie ich morfologię. Później, gdy zaczęto badać pokrewieństwo filogenetyczne między organizmami, większość opisanych przez C.B. Massalongiego gatunków przeniesiona została do innych rodzajów i nadane przez niego nazwy stały się synonimami.